# Rijksdriehoekscoördinaten

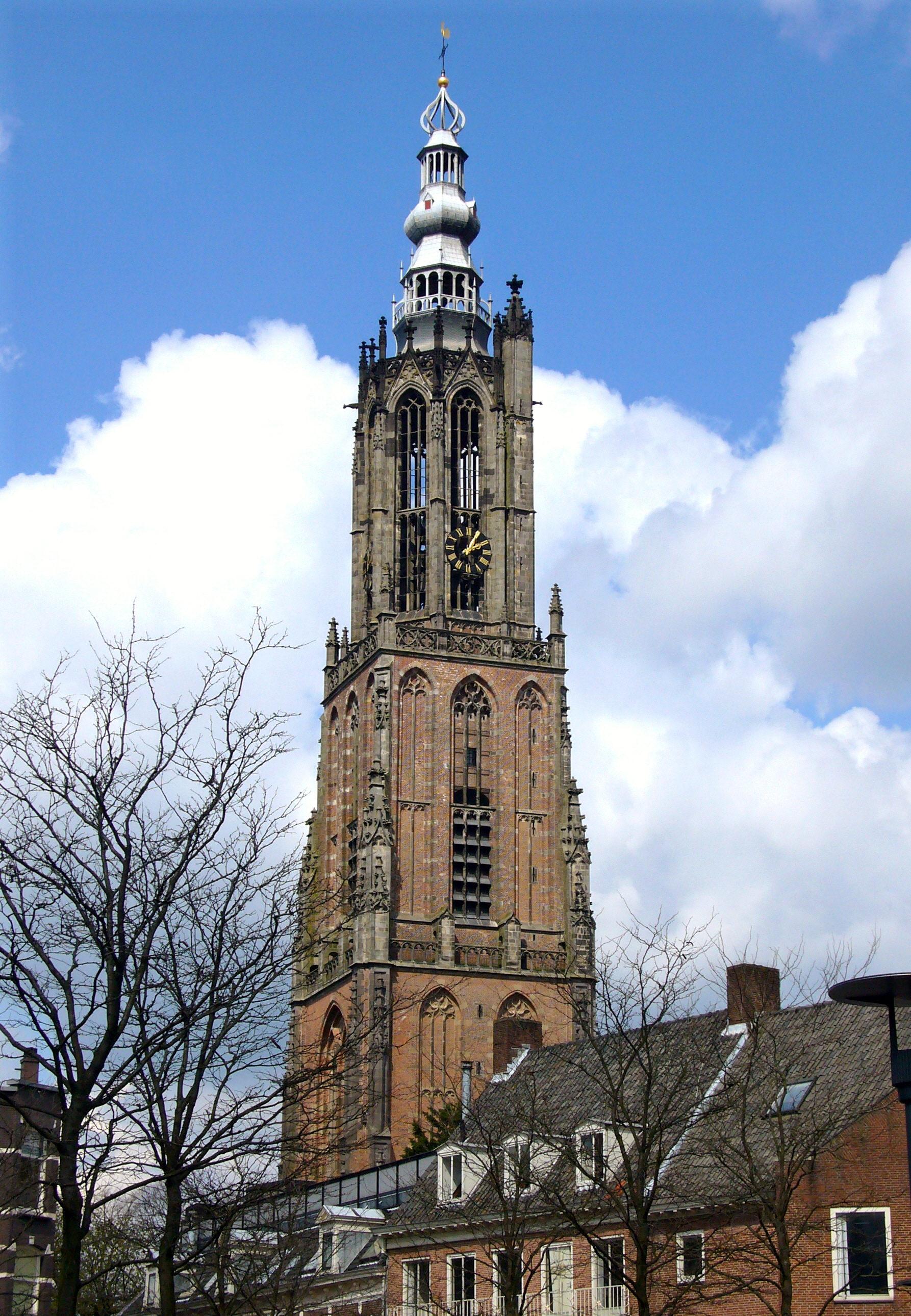
Spits van de Onze Lieve Vrouwetoren in Amersfoort, de stang boven knop, RD-punt 329 101, station 01

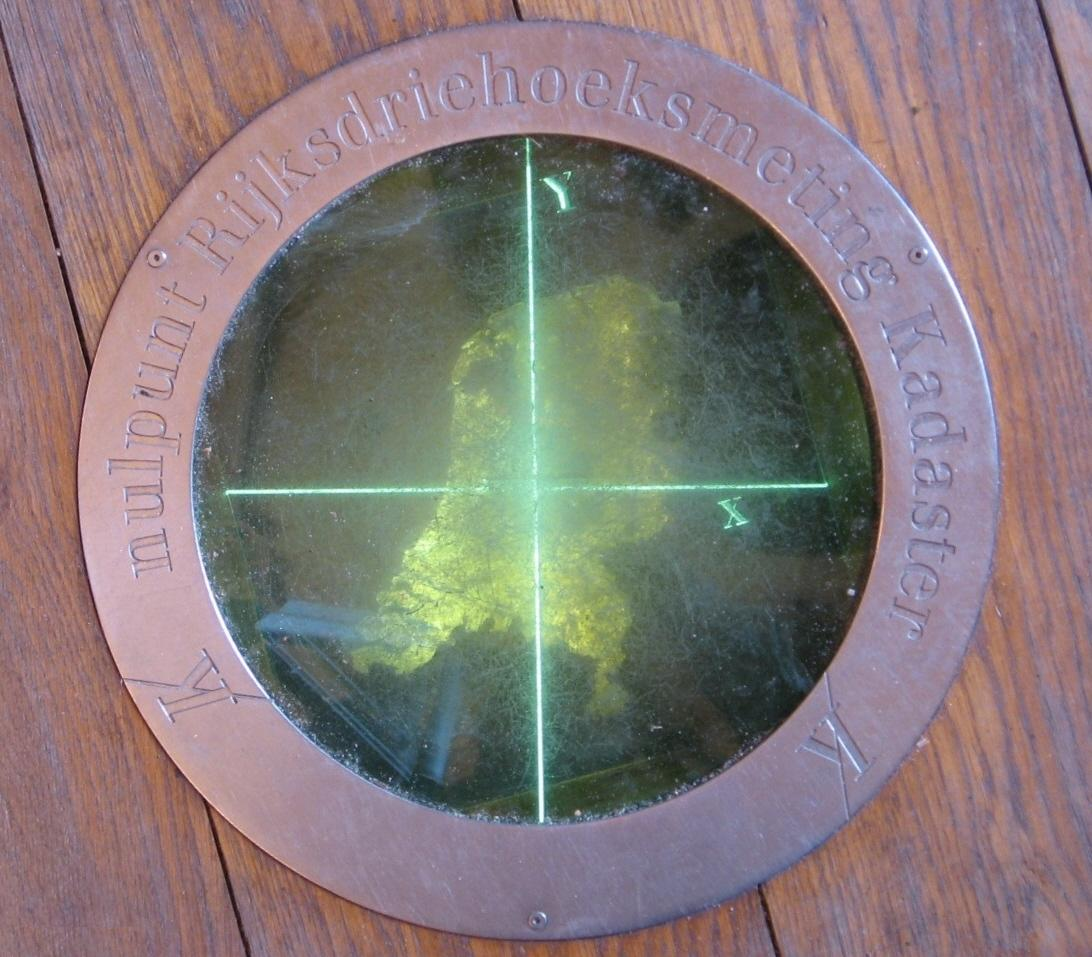
Markering in de vloer van de Onze Lieve Vrouwetoren onder de spits

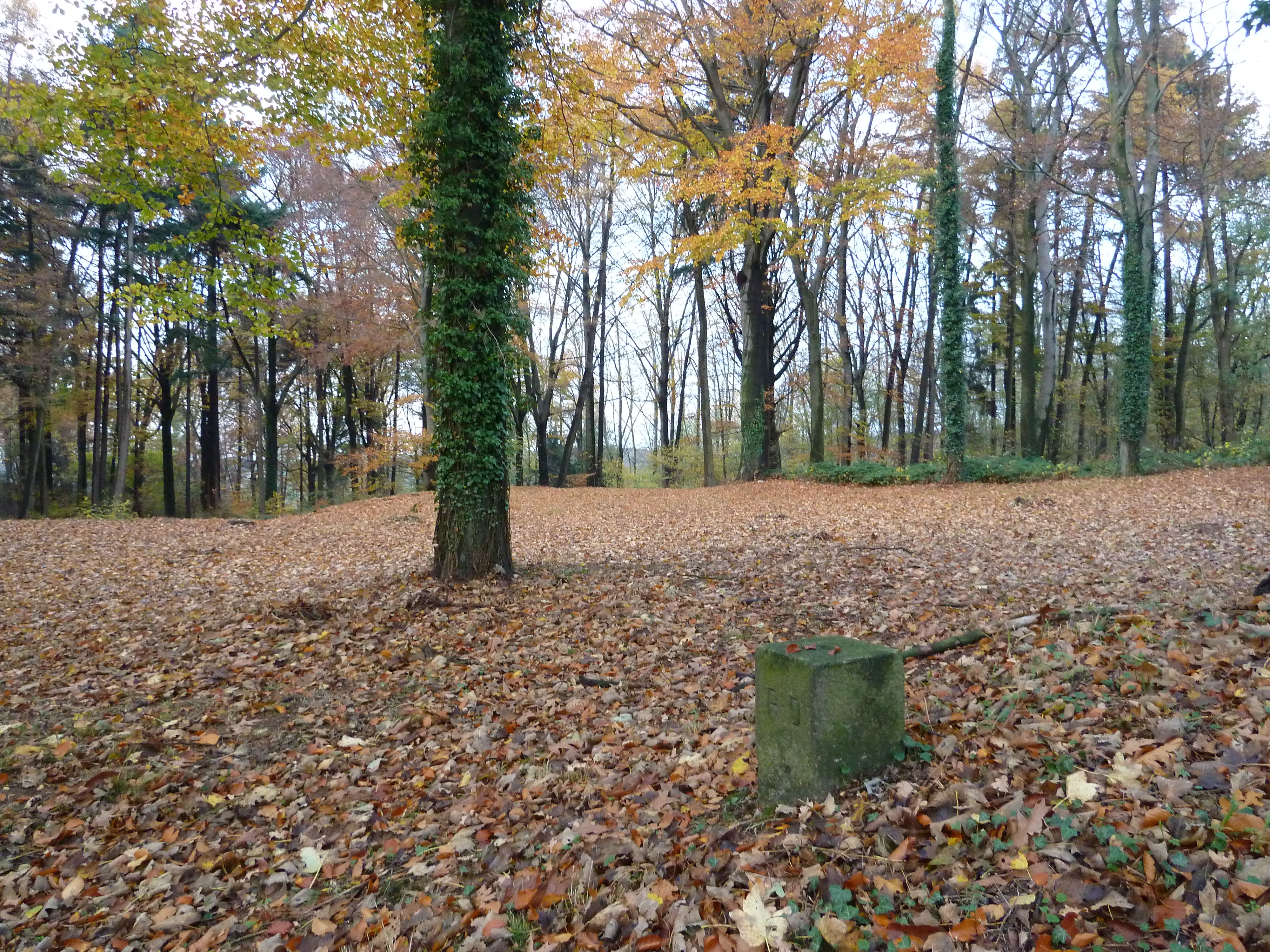
RD-steen op de Goudsberg bij Valkenburg, RD-punt 629 351, station 11

Coördinaten in het stelsel van de Rijksdriehoeksmeting of Rijksdriehoekscoördinaten, afkorting: RD-coördinaten, soms ook amersfoortcoördinaten genoemd, zijn de coördinaten in het geodetisch coördinatensysteem dat voor Europees Nederland op nationaal niveau wordt gebruikt als grondslag voor geografische aanduidingen en bestanden, zoals in een geografisch informatiesysteem (GIS) en op kaarten van Het Kadaster en andere overheden (zoals: Basiskaart Grootschalige Topografie (BGT), kadastrale kaart en topografische kaarten).

## Kenmerken
RD-coördinaten zijn een geprojecteerd, cartesisch xy-coördinatenstelsel, met als eenheid de meter. De x-coördinaat loopt van west naar oost en de y-coördinaat loopt van zuid naar noord. De projectie is hoekgetrouw en bij benadering afstandsgetrouw. 
Het centrale punt en voormalig nulpunt van het stelsel is de spits van de Onze Lieve Vrouwetoren (“Lange Jan”) in Amersfoort. Daarom wordt ook wel gesproken van amersfoortcoördinaten. Dit punt heeft de coördinaten x = 155 000 m, y = 463 000 m. Daardoor zijn voor elk punt in heel Europees Nederland op land de coördinaten positief en bovendien is de x-coördinaat (minder dan 280 km) nooit gelijk aan de y-coördinaat (tussen 300 en 625 km).  Ook ontstaat geen verwarring als ze in kilometers worden uitgedrukt zonder dit te vermelden. Bij gebruik op zee gelden andere eigenschappen, zo komen in een groot deel van de Nederlandse Exclusieve Economische Zone van de Noordzee negatieve x-coördinaten voor. 
Het nulpunt (155 km ten westen en 463 km ten zuiden van Amersfoort) ligt 120 km ten zuidoosten van Parijs (47° 58′ 29″ NB, 3° 18′ 49″ OL), op een akker 1 km ten oosten van Loivre in de gemeente La Celle-Saint-Cyr (Yonne). Deze locatie heeft met het stelsel zelf echter niets te maken.

## Definitie
Het stelsel van de Rijksdriehoeksmeting wordt onderhouden door het Kadaster en is gekoppeld aan het European Terrestrial Reference System 1989 (ETRS89). ETRS89 is sinds 1 oktober 2000 het officiële driedimensionale coördinatenstelsel van Europees Nederland. De transformatie van ETRS89 naar RD bestaat uit drie stappen:
1. Een gelijkvormigheidstransformatie van ETRS89-coördinaten naar geografische coördinaten ten opzichte van de Bessel (1841)-ellipsoïde.
2. Een correctie op basis van interpolatie van een correctiegrid;
3. De RD-kaartprojectie (dubbelprojectie van Schreiber) van geografische RD-coördinaten naar geprojecteerde coördinaten in RD.

De totale transformatie van ETRS89 naar RD en NAP (en vice versa) heeft in 2000 de naam RDNAPTRANSTM gekregen. In 2005 is er een versie RDNAPTRANSTM2004 met nieuwe parameters voor de gelijkvormigheidstransformatie (plus het nieuwe NLGEO2004-geoïdemodel) gepubliceerd. In de versie RDNAPTRANSTM2008 zijn de parameters van de gelijkvormigheidstransformatie opnieuw herzien vanwege bijstelling van de ligging van Nederland in Europa. In 2019 is met de publicatie van RDNAPTRANSTM2018 de volgorde van de stappen aangepast om aan te sluiten bij een praktijkstandaard. Hierbij zijn tevens de parameters van de gelijkvormigheidstransformatie en het correctiegrid herzien (plus het nieuwe NLGEO2018-geoïdemodel).

### 3D gelijkvormigheidstransformatie
Een gelijkvormigheidstransformatie wordt bepaald door zeven parameters:
- drie translaties, een in de richting van iedere as: {\displaystyle t_{x}}, {\displaystyle t_{y}} en {\displaystyle t_{z}}, in meter
- drie rotaties, een rond iedere as, om de hoeken {\displaystyle r_{x}}, {\displaystyle r_{y}} en {\displaystyle r_{z}}, in µrad of in boogseconden
- een schaalfactor {\displaystyle \delta }, in parts per million

Om de gelijkvormigheidstransformatie toe te kunnen passen moet er eerst van geografische coördinaten geconverteerd worden naar geocentrische coördinaten. Na de transformatie wordt er weer geconverteerd naar geografische coördinaten. Bij deze conversies zijn de parameters van de GRS80- en Bessel-ellipsoïde nodig.

### Correctiegrid

Verplaatsing als gevolg van het correctiegrid (zoals gebruikt in RDNAPTRANS-versies 2000, 2004 en 2008)

Als onderdeel van de transformatie wordt een correctie op basis van interpolatie van een correctiegrid toegepast. Dit correctiegrid modelleert de fouten die zijn gemaakt bij de oorspronkelijke driehoeksmetingen tussen 1896 en 1926. Deze fouten van maximaal 25 cm ten opzichte van Amersfoort zijn het gevolg van de geringere nauwkeurigheid van de meetinstrumenten destijds. Door de fouten te modelleren in plaats van te verbeteren zijn de RD-coördinaten gelijkgebleven, zodat geografische bestanden en kaarten niet aangepast hoefden te worden. Voor toepassingen waarvoor deze extra vervorming (naast die van de projectie) onacceptabel is, moet ETRS89 gebruikt worden.

### Projectie
De voor de RD gebruikte kaartprojectie is een conforme projectie, de dubbelprojectie van Schreiber:
1. Eerst een conforme projectie van de ellipsoïde van Bessel naar een bol (de zogenoemde rekenbol). De straal van de bol is gelijk aan de gemiddelde kromtestraal van de Bessel-ellipsoïde in Amersfoort.
2. Het tweede deel van de projectie is een stereografische projectie (dus ook conform) van de rekenbol naar het platte vlak. Het projectiepunt ligt diametraal tegenover het centrale punt aan de andere kant van de rekenbol. Het kaartvlak (projectievlak) is evenwijdig aan het raakvlak van de aarde in Amersfoort. Als het raakvlak zelf gebruikt zou worden, zou de schaal in het centrale punt 1:1 zijn en daarbuiten snel oplopen. Een in Nederland gemiddelde schaal van 1:1 wordt verkregen door te corrigeren met een schaalfactor 0,999 9079. Dit komt geometrisch overeen met een projectievlak dat de rekenbol snijdt op een afstand van ongeveer 122 km van het centrale punt Amersfoort.

Bij de RD-projectie worden hoeken waarheidsgetrouw afgebeeld, afstanden niet, behalve op de snijcirkel van het projectievlak. De vertekening is echter klein: de kaart is in het centrale punt 9 cm/km te klein, en in het oude geldigheidsgebied minder dan 15 cm/km te groot en de Nederlandse Exclusieve Economische Zone van de Noordzee minder dan 101 cm/km te groot.
Er is wel een kleine afwijking van het kaartnoorden met het ware noorden (meridiaanconvergentie). Deze afwijking kan berekend worden met de onderstaande formule. De nauwkeurigheid van deze formule is binnen Nederland en het Nederlandse deel van de Noordzee enkele boogminuten. 
{\displaystyle \gamma =(\lambda -\lambda _{0})\sin \varphi }
met:
| {\displaystyle \gamma }      | azimut van het kaartnoorden ten opzichte van het ware noorden |
| {\displaystyle \varphi }     | noorderbreedte                                                |
| {\displaystyle \lambda }     | oosterlengte                                                  |
| {\displaystyle \lambda _{0}} | 5,387 638 889°                                                |

### Geldigheid
Het geldigheidsgebied van RDNAPTRANS-versies 2000, 2004 en 2008 wordt beschreven in de publicatie van de NCG als het gebied dat begrensd wordt door de verbindingslijnen van 11 gekozen punten (zie kaartje en tabel). Ruwweg komt dit overeen met Europees Nederland en een gebied tot 25 km uit de kust en 25 tot 50 km over de grens met België en met Duitsland.
| nr | x (m)   | y (m)   | Plaats                       |
| -- | ------- | ------- | ---------------------------- |
| 1  | 141 000 | 629 000 | 30 km ten N van Terschelling |
| 2  | 100 000 | 600 000 | 30 km ten W van Terschelling |
| 3  | 80 000  | 500 000 | 20 km ten W van IJmuiden     |
| 4  | −7 000  | 392 000 | 20 km ten W van Westkapelle  |
| 5  | −7 000  | 336 000 | 10 km ten NO van Roeselare   |
| 6  | 101 000 | 336 000 | 25 km ten NO van Brussel     |
| 7  | 161 000 | 289 000 | 10 km ten ZW van Luik        |
| 8  | 219 000 | 289 000 | 25 km ten ZO van Aken        |
| 9  | 300 000 | 451 000 | 10 km ten NW van Münster     |
| 10 | 300 000 | 614 000 | 5 km ten NO van Aurich       |
| 11 | 259 000 | 629 000 | 5 km ten Z van Juist         |

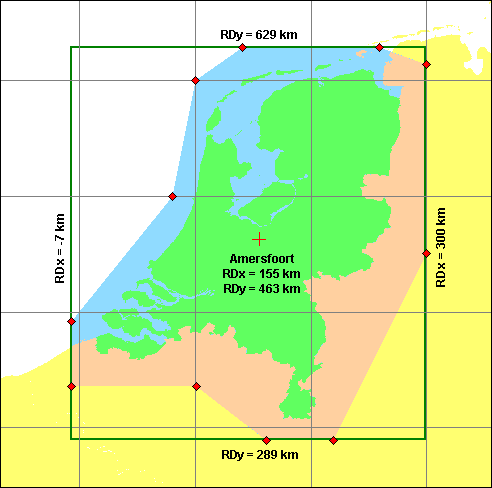
Het geldigheidsgebied (groen, blauw en bruin) is het gebied dat begrensd wordt door lijnen die 11 punten (de rode vierkantjes) verbinden.

Bij RDNAPTRANSTM2008 was het al toegestaan om buiten het geldigheidsgebied te transformeren voor data die traditioneel volledig binnen het geldigheidsgebied vallen, maar waarin door nieuwe ontwikkelingen in de Nederlandse Exclusieve Economische Zone (EEZ) van de Noordzee ook data buiten het geldigheidsgebied opgenomen moeten. Sinds RDNAPTRANSTM2018 wordt er geen geldigheidsgebied meer gedefinieerd. Vanwege de snel oplopende schaalfout (1 meter per kilometer op het noordelijkste puntje van de EEZ) wordt aangeraden om buiten Europees Nederland en op zee ETRS89- in plaats van RD-coördinaten te gebruiken voor berekeningen. Voor visualisatie is RD wel een geschikte kaartprojectie voor Nederland inclusief EEZ.
De verschillende versies van RDNAPTRANSTM hebben een geldigheidsperiode die steeds overlapt met de vorige versie, om gebruikers voldoende tijd te geven de nieuwe versie te implementeren. De verschillen tussen opeenvolgende versies zijn voldoende klein om voor de meeste gebruikers geen probleem te vormen bij door elkaar gebruik van de nieuwe en oude versie.
Geldigheidsperiode
- RDNAPTRANSTM2000 van 01-10-2000[6] tot 01-01-2006[7]
- RDNAPTRANSTM2004 van 01-01-2005[7] tot 01-04-2010[8]
- RDNAPTRANSTM2008 van 25-04-2009[8] tot 01-10-2022[9]
- RDNAPTRANSTM2018 van 01-09-2019[9] tot heden

## Realisatie
Om ervoor te zorgen dat alle landmeters van Nederland in RD kunnen werken, onderhoudt de afdeling Rijksdriehoeksmeting van het Kadaster referentiepunten in heel Europees Nederland waarvan zij de RD-coördinaten bepaald hebben. Voor ongeveer 5500 van deze RD-punten is de ligging nauwkeurig bepaald door middel van driehoeksmeting. Voor het grootste deel zijn dat spitsen van kerktorens die alleen geschikt zijn als richtpunt.
Sinds 1987 wordt er ook gewerkt met relatieve GPS-metingen en zijn er zo'n 400 zogenoemde GPS-kernnetpunten gemaakt die geschikt zijn voor het opstellen van landmeetkundige GNSS-apparatuur. Van deze punten zijn ook de ETRS89-coördinaten en de NAP-hoogte bepaald ten opzichte van continu actieve GNSS-referentiestations. 
De GNSS-data van deze ontvangers is gratis beschikbaar als referentie voor landmeters in de vorm van bestanden. Voor een deel van de ontvangers (AGRS.NL) is ook data stream gratis, voor de overige is de data stream tegen betaling beschikbaar.
De GNSS-stations staan echter te ver uit elkaar om overal in Nederland snel een nauwkeurige positie te kunnen bepalen. Hiervoor is een station dichterbij of geïnterpoleerde correctiedata nodig. Veel landmeters gebruiken daarom een eigen referentiestation of een correctiedienst van een van de commerciële aanbieders van een landelijk netwerk van referentiestations. De beheerder van dergelijke private referentiestations kan de coördinaten van een referentiestation door het Kadaster laten bepalen en ontvangt dan een certificaat dat het referentiestations past binnen de geodetische infrastructuur van Nederland. Door de GNSS-referentienetwerken is het gebruik van de traditionele RD-punten en GPS-kernnet afgenomen. Daarom controleert het Kadaster slechts van een selectie van ongeveer 105 stabiel gefundeerde punten de coördinaten nog eens in de vijf jaar. In de gratis beschikbare database RDinfo zijn deze punten te herkennen aan coördinaten die maximaal vijf jaar geleden bepaald zijn.

## Geschiedenis
- 1617 Snellius publiceert over de eerste driehoeksmeting ter wereld.
- 1802 - 1811 Eerste landsdekkende driehoeksmeting in Nederland door Krayenhoff.
- 1879 Oprichting van de Rijkscommissie voor Graadmeting en Waterpassing die in 1885 opdracht krijgt de Rijksdriehoeksmeting uit te voeren.
- 1888 - 1904 Meten van het eerste-orde net voor de Rijksdriehoeksmeting.
- 1898 - 1928 Verdichting van het eerste-ordenet door de Rijkscommissie.
- 1918 Publicatie van de keuze van de kaartprojectie voor RD-coördinaten.
- 1930 Oprichting van de Bijhoudingsdienst der Rijksdriehoeksmeting bij het Kadaster.
- 1960 - 1978 Herziening van de coördinaten van de secundaire punten.
- 1968 Verschuiving van de oorsprong over 155 km west en 463 km zuid.[bron?]
- 1987 Introductie van GPS-kernnetpunten met RD-coördinaten en NAP-hoogten.
- 2000 Introductie van RDNAPTRANS waarbij RD gekoppeld wordt aan ETRS89.
- 2005 Introductie RDNAPTRANS2004 waarbij RD gekoppeld wordt aan ETRF2000 epoche 2002,5.
- 2009 Introductie RDNAPTRANS2008 waarbij RD gekoppeld wordt aan ETRF2000 epoche 2008,5.
- 2019 Introductie RDNAPTRANS2018 waarbij RD gekoppeld wordt aan ETRF2000 epoche 2010,5.

## Gebruik

### Geo-informatie van de overheid
Op de gangbare topografische kaarten van Kadaster Geo-Informatie worden de rijksdriehoekscoördinaten in de kaartrand in het zwart vermeld in kilometers.

### Vergunningen voor delfstoffen en aardwarmte
RD-coördinaten zijn de juridisch bindende eenheden van de grenzen van alle onshore vergunningen die door het Ministerie van Economische Zaken worden uitgegeven die betrekking hebben op de opsporing en winning van delfstoffen en aardwarmte.

### Veldbiologie
In de veldbiologie worden de Rijksdriehoekscoördinaten veel gebruikt bij inventarisaties in Nederland. Zo gebruikt de stichting Floron bij het onderzoek naar de wilde flora deze om de locaties van planten vast te leggen. Het "kilometerhokproject" is helemaal op dit systeem gebaseerd.

### Recreatie
Voor het uitzetten van tochten maken Scouting en NTKC veelal gebruik van RD-coördinaten.

## Standaardisatie

### EPSG
De EPSG-database van coördinaatsystemen van de International Association of Oil & Gas Producers is een industriestandaard in de olie- en gasindustrie en een de facto standaard daarbuiten. In de EPSG-database zijn codes opgenomen voor coördinatensystemen, maar ook voor bewerkingsstappen zoals transformaties en projecties. Veel software vermeldt alleen de EPSG-codes van de gebruikte coördinatensystemen, maar niet van de gebruikte bewerkingsstappen.
De belangrijkste EPSG-codes voor RD zijn:
- (EPSG) 4258 en 4937: Geografisch coördinatensysteem ETRS89 in graden (2D en 3D).
- (EPSG) 9281: Transformatie tussen geografische coördinaten t.o.v. Bessel en ETRS89, benadering met een nauwkeurigheid van 25 centimeter.
- (EPSG) 9282: NTv2-correctiegrid tussen geografische coördinaten t.o.v. Bessel en ETRS89.
- (EPSG) 4289: Geografisch coördinatensysteem Amersfoort t.o.v. Bessel in graden.
- (EPSG) 19914: Kaartprojectie RD New.
- (EPSG) 28991: Geprojecteerd coördinatensysteem Amersfoort / RD Old in meters, Amersfoort heeft coördinaten (0 m, 0 m).
- (EPSG) 28992: Geprojecteerd coördinatensysteem Amersfoort / RD New in meters, Amersfoort heeft coördinaten (155 000 m, 463 000 m).
- (EPSG) 7415: Geprojecteerd coördinatensysteem Amersfoort / RD New + NAP-hoogte in meters.

### Benaderde transformatie
Een gebruikelijke en door het Kadaster gepubliceerde benaderde transformatie past alleen de gelijkvormigheidstransformatie en kaartprojectie toe en niet het correctiegrid. Zonder het correctiegrid geeft de transformatie fouten tot 25 cm.

## Andere coördinaatstelsels

### Andere in Nederland gebruikte stelsels
- European Terrestrial Reference System 1989 (ETRS89) het officiële Europese coördinatensysteem dat meebeweegt met de Europese continentale plaat, wordt naast de RD-coördinaten gebruikt op nieuwe topografische kaarten van de Topografische Dienst en Kadaster (in plaats van geografische RD-coördinaten);
- Geografische RD-coördinaten op de ellipsoïde van Bessel, verouderd en dient daarom zo veel mogelijk vermeden te worden vanwege verwarring met ETRS89;
- European Datum (ED50), onnauwkeurig en verouderd maar van juridische betekenis voor de definitie van concessiegrenzen in de Nederlandse Exclusieve Economische Zone op de Noordzee, vervangen door ETRS89;
- International Terrestrial Reference System (ITRS), het officiële internationale coördinatensysteem dat niet meebeweegt met de continentale platen maar het gemiddelde van alle platen vast houdt;
- World Geodetic System (WGS 84), een mondiaal referentiestelsel gedefinieerd voor GPS dat tegenwoordig binnen enkele centimeters gelijk is aan ITRS;
- Universele transversale mercatorprojectie (UTM), een projectie van tegenwoordig meestal WGS 84-coördinaten (op basis van Hayford- of andere ellipsoïde komt ook voor). Deze heeft niet een enkel centraal punt, maar meerdere centrale lijnen. In Nederland worden vier van deze lijnen gebruikt: 3° O.L. voor het grootste deel (zone 31), 9° O.L. voor het oostelijke deel van Europees Nederland (zone 32), 63° W.L. voor de Bovenwindse eilanden (zone 20) en 69° W.L. voor de Benedenwindse eilanden (zone 19).
- Coördinatensystemen van Bonaire, Sint Eustatius en Saba op basis van transversale mercatorprojecties met een centrale meridiaan geoptimaliseerd per eiland.

### Buitenlandse stelsels
- België: Lambert08 (oud Lambert72 en Lambert50)
- Verenigd Koninkrijk: British national grid reference system